# Área metropolitana de Barranquilla
El Área metropolitana de Barranquilla es una conurbación colombiana ubicada en el norte del departamento del Atlántico. Su municipio principal es la capital departamental Barranquilla, junto con los municipios periféricos integrantes Soledad, Galapa, Puerto Colombia y Malambo. Es la primera conurbación de la Región Caribe, la más densamente poblada y la cuarta del país.
Su delimitación busca una gestión coordinada, motivada por las estrechas relaciones de orden físico, económico y social, que buscan recursos para programar y organizar su desarrollo y para racionalizar la prestación de sus servicios.
Limita por el norte con el mar Caribe, por el oriente con el río Magdalena, por el sur con Baranoa, Polonuevo y Sabanagrande y por el occidente con Tubará.

## Historia
Las áreas metropolitanas en Colombia tuvieron su origen en la Reforma Constitucional de 1968, durante el gobierno del Presidente Carlos Lleras Restrepo (1966-1970), quedando plasmado en su artículo 198 que "Para la mejor administración o prestación de servicios públicos de dos o más municipios del mismo departamento, cuyas relaciones den al conjunto las características de un área metropolitana, la ley podrá organizarlos como tales..."
El Decreto Ley 3104 del 14 de diciembre de 1979, en su artículo 16, autorizó el funcionamiento de las áreas metropolitanas cuyo núcleo principal sean los municipios de Medellín, Barranquilla, Bucaramanga, Cúcuta y Pereira. En consecuencia, la Asamblea del departamento del Atlántico, mediante ordenanza 028 del 11 de diciembre de 1981, autorizó finalmente su integración con los municipios de Barranquilla, Soledad, Puerto Colombia y Malambo, permitiendo hacia el futuro la inclusión de Galapa, decisión que tuvo que esperar 17 años para concretarse.

## Composición
La conurbación está integrada por los siguientes municipios:
- Barranquilla, (1 297 082 hab.[3]) núcleo de la conurbación.

- Galapa (68 235 hab.[3]) A 8 km al suroccidente de Barranquilla. Matadero de ganado. Elaboración y venta de artesanías.

- Malambo (142 095 hab.[3]). A 12 km al sur de Barranquilla, a la altura de la carretera Oriental. Sede del Parque Industrial Malambo S.A., donde se encuentran radicadas importantes empresas.

- Soledad (677 070 hab.[3]) Unida al sur de Barranquilla, limita con el núcleo urbano por el arroyo Don Juan. Su cercanía a Barranquilla la ha incorporado estrechamente con la actividad económica de la urbe, al mismo tiempo que ha atraído mucha población al municipio, cuyo costo de vida es menor al de Barranquilla. Es el mayor aporte demográfico al área metropolitana de Barranquilla, tercera a nivel de la Región Caribe y novena a nivel nacional.

- Puerto Colombia (54 621 hab.[3]) Ubicada a 12 km al occidente de Barranquilla a orillas del mar Caribe. Puerto Colombia estuvo relacionada con el Puerto de Barranquilla hasta la primera mitad del siglo XX ya que en este municipio se localiza el muelle marítimo que prestaba los servicios a Barranquilla. En la actualidad ambas mantienen estrecha relación por haberse constituido sobre la carrera vieja a Puerto Colombia (prolongación de la carrera 51B) un importante sector educativo de Barranquilla y porque en parte de su periferia y en el corregimiento de Salgar residen familias pujantes de la ciudad.

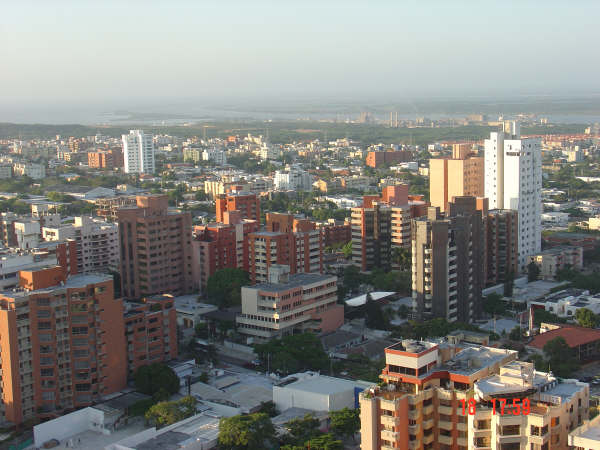
Panorámica de Barranquilla.

| Barranquilla                                  | 08001 | 1 297 082 |
| Galapa                                        | 08296 | 68 235    |
| Malambo                                       | 08433 | 142 095   |
| Soledad                                       | 08758 | 677 070   |
| Puerto Colombia                               | 08753 | 54 621    |
| Estimación de población realizada por el DANE |       |           |

## Funciones
Las principales funciones del Área Metropolitana de Barranquilla son: 
1. Programar y coordinar el desarrollo armónico e integrado del territorio colocado bajo su jurisdicción.
2. Racionalizar la prestación de los servicios públicos a cargo de los municipios que la integran, y si es el caso, prestar en común alguno de ellos.
3. Ejecutar obras de interés metropolitano.

## Administración
El Área Metropolitana de Barranquilla posee autonomía administrativa y es dirigida por la Junta Metropolitana, ente presidido por el alcalde Metropolitano, quien a su vez es el alcalde del distrito de Barranquilla. Además, la Junta está conformada por los alcaldes de cada uno de los municipios que la integran, el gobernador del departamento del Atlántico, el representante del concejo de Barranquilla y un representante de los concejos de los municipios periféricos elegido entre los presidentes de los respectivos concejos municipales. El Secretario de la Junta Metropolitana es el director de la entidad, quien tiene la responsabilidad y facultades para administrar en cumplimiento de la ley y las directrices de la Junta, los planes, programas y proyectos adoptados para el desarrollo integral de la unidad metropolitana.